# William Henry Vanderbilt
William Henry Vanderbilt (New Brunswick, 8 maggio 1821 – New York, 8 dicembre 1885) è stato un imprenditore statunitense.

## Biografia
William Henry fu membro di una delle più influenti famiglie del tempo, i Vanderbilt. Era il figlio di Cornelius Vanderbilt, il patriarca detto 'il Commodoro', e di sua moglie, Sophia Johnson. Rimproverato e criticato dal padre, il quale lo chiamava "testa di legno", William Henry voleva dimostrare al padre come non lo fosse. Un importante punto di svolta nel loro rapporto si verificò durante il viaggio di famiglia in Europa a bordo della nave a vapore Vanderbilt nel 1860, dopo il quale William Henry, oltre a divenire molto unito al padre, ebbe un ruolo maggiore negli affari.
Il padre si occupò personalmente della sua formazione aziendale. All'età di 19 anni divenne impiegato bancario a New York. Nel 1862 fu nominato presidente del Staten Island Railway, e nel 1865 vice-presidente del Hudson River railway. Nel 1869 fu nominato vice-presidente della New York Central and Hudson River Railroad, diventandone in seguito presidente nel 1877. Alla morte del padre assunse la presidenza della Lake Shore and Michigan Southern Railway, del Canada Southern Railway e del Michigan Central Railroad. Nel 1877 ereditò circa $100 milioni da suo padre, che operava nel campo delle imprese ferroviarie, patrimonio che aveva aumentato di quasi $194 milioni alla sua morte. Quando morì era l'uomo più ricco dell'epoca. Prendendo in considerazione l'inflazione e la rivalutazione, la sua ricchezza, che nel 2008 ammonterebbe virtualmente a circa 232 miliardi di dollari, lo ha reso il quarto uomo più ricco di tutti i tempi.

### Filantropia

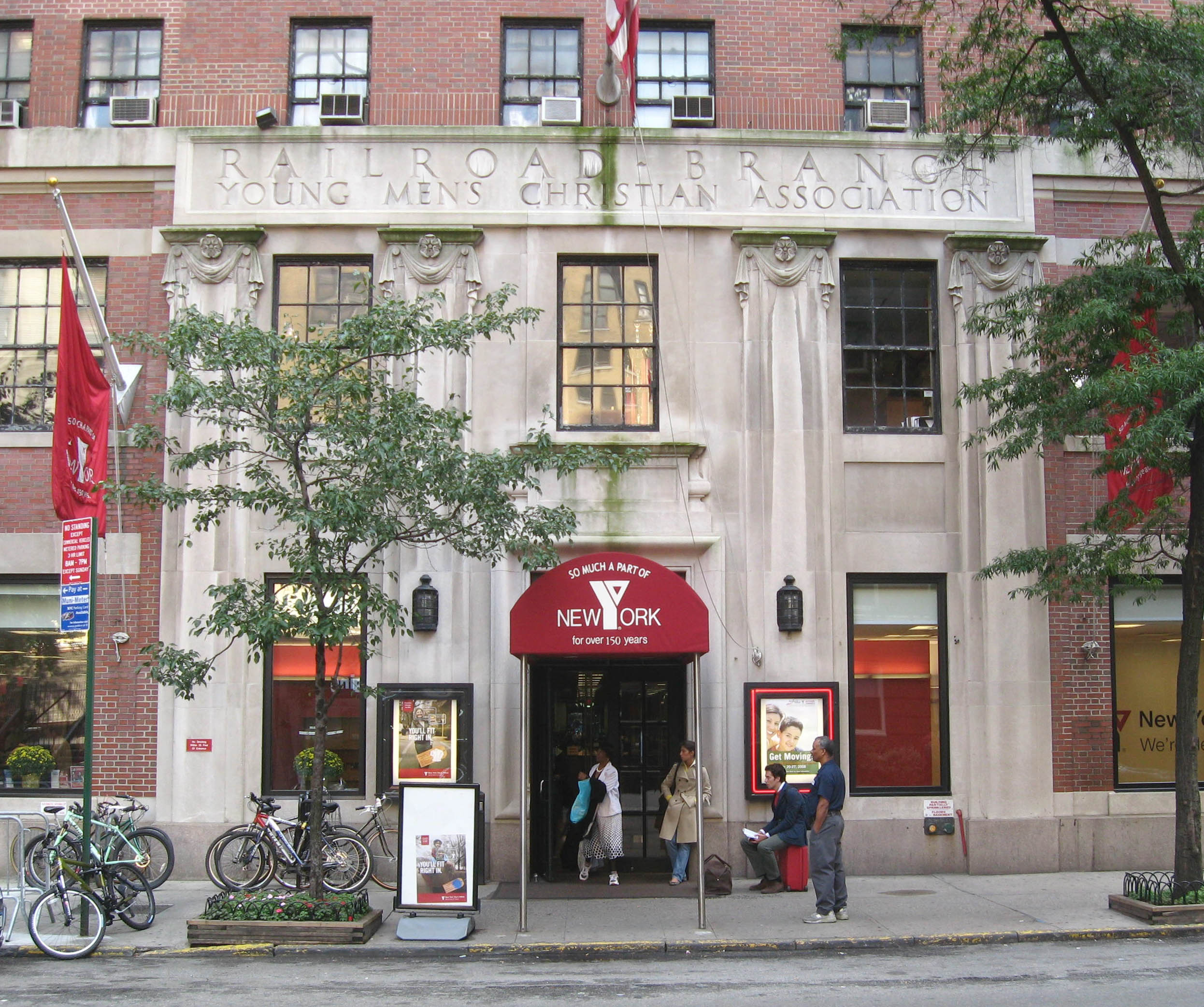
Vanderbilt YMCA, New York.

Vanderbilt era un filantropo attivo, appoggiando una serie di cause filantropiche, tra cui l'YMCA, donando finanziamenti per aiutare a stabilire la Metropolitan Opera e la facoltà di medicina della Columbia University. Nel 1880, fece delle donazioni per il Vanderbilt University di Nashville. Vanderbilt era un appassionato d'arte; la sua collezione comprendeva alcune delle più importanti opere degli antichi maestri, e nel corso della sua vita acquistò più di 200 dipinti, che ha ospitato nella sua ricca e sontuosa Fifth Avenue Mansion.

### Matrimonio
Nel 1841 sposò Maria Louisa Kissam (1821-1896), figlia del reverendo Samuel Kissam e di Margaret Hamilton Adams. Ebbero nove figli:
1. Cornelius Vanderbilt II (1843-1899)
2. Margaret Louisa (Vanderbilt) Shepherd (1845-1924)
3. Allen Vanderbilt (1846-1858)
4. William Kissam Vanderbilt (1849-1920)
5. Emily Thorn (Vanderbilt) Sloane White (1852-1946)
6. Florence Adele (Vanderbilt) Twombly (1854-1952)
7. Frederick William Vanderbilt (1856-1938)
8. Eliza Osgood "Lila" (Vanderbilt) Webb (1860-1936)
9. George Washington Vanderbilt II (1862-1914)

### Morte
Vanderbilt morì l'8 dicembre 1885 a New York. Fu sepolto nel mausoleo di famiglia a Staten Island, New York. La sua proprietà fu divisa tra i suoi otto figli e la moglie.

## Proprietà
- Chicago, Burlington and Quincy Railroad
- Chicago and Canada Southern Railway
- Detroit and Bay City Railroad
- Hudson River Railroad
- Hudson River Bridge
- Joliet and Northern Indiana Railroad
- Michigan Midland and Canada Railroad
- New York Central and Hudson River Railroad
- New York Central Sleeping Car Company
- New York and Harlem Rail Road
- Spuyten Duyvil and Port Morris Railroad
- Staten Island Rail-Road